# Unidade de Integridade do Tênis
A Unidade de Integridade do Tênis (Tennis Integrity Unit), foi a organização responsável por investigar a manipulação de resultados no tênis, de 2008 a 2020. Foi substituída pela Agência Internacional de Integridade do Tênis. Tinha a capacidade de impor multas e sanções, proibir jogadores, árbitros e outros oficiais do tênis de participar de torneios.
A organização foi uma iniciativa da ITF, ATP, WTA e dos quatro torneios do Grand Slam (Australian Open, Roland Garros, Wimbledon e US Open). Foi criada após uma investigação sobre alegações de manipulação de resultados em 2008.

## Investigações e sanções
Até o fechamento da TIU, no final de 2020.

### Suspensões
| Nome                             | Função             | Idade | Data       | Tempo            | Multa       | Suspensa   |
| -------------------------------- | ------------------ | ----- | ---------- | ---------------- | ----------- | ---------- |
| Dagmara Baskova                  | jogadora           | n/d   | 31/12/2020 | 12 anos          | US$ 40.000  | –          |
| Mostafa Hatem                    | jogador            | 26    | 21/12/2020 | 3 anos           | US$ 3.000   | –          |
| David Rocher                     | juiz de linha      | n/d   | 09/12/2020 | 1 ano e 6 meses  | US$ 5.000   | US$ 4.000  |
| George Kennedy                   | jogador            | 26    | 04/12/2020 | 7 meses          | US$ 10.000  | US$ 9.000  |
| Enrique López Pérez**            | jogador            | 29    | 01/12/2020 | 8 anos           | US$ 25.000  | –          |
| Yuri Khachatryan                 | jogador            | 20    | 04/11/2020 | 10 anos          | US$ 50.000  | –          |
| Gerard Joseph Platero Rodriguez  | jogador            | 25    | 30/09/2020 | 4 anos           | US$ 15.000  | –          |
| Alexey Izotov                    | juiz de cadeira    | 22    | 16/07/2020 | 3 anos           | US$ 10.000  | –          |
| Antonis Kalaitzakis              | diretor de torneio | 37    | 16/07/2020 | 1 ano e 4 meses  | US$ 3.000   | –          |
| Pertti Vesantera                 | treinador          | 38    | 30/06/2020 | 5 anos           | US$ 15.000  | –          |
| Majed Kilani                     | jogador            | 23    | 26/06/2020 | 6 anos           | US$ 7.000   | –          |
| Armando Alfonso Belardi Gonzalez | juiz               | 40    | 19/06/2020 | 2 anos e 6 meses | US$ 5.000   | US$ 4.000  |
| Jonathan Kanar                   | jogador            | 25    | 10/01/2020 | 4 anos e 6 meses | US$ 2.000   | –          |
| Juan Carlos Saez*                | jogador            | 28    | 20/08/2019 | 8 anos           | US$ 12.500  | –          |
| Issam Taweel                     | jogador            | 30    | 02/08/2019 | 5 anos           | US$ 15.000  | US$ 13.000 |
| Henry Atseye                     | jogador            | 30    | 29/06/2019 | 3 anos           | US$ 5.000   | US$ 2.500  |
| Potito Starace                   | jogador            | 37    | 21/11/2018 | 10 anos          | US$ 100.000 | –          |
| Patricio Heras                   | jogador            | 29    | 03/09/2018 | 5 anos           | US$ 25.000  | –          |
| Barlaham Zuluaga Gaviria         | jogador            | 22    | 02/05/2018 | 3 anos           | US$ 5.000   | –          |
| Piotr Gadomski                   | jogador            | 26    | 19/12/2017 | 1 ano e 6 meses  | US$ 15.000  | –          |
| Nikita Kryvonos                  | jogador            | 30    | 18/05/2017 | 10 anos          | US$ 20.000  | –          |
| Nick Lindahl                     | jogador            | 28    | 09/01/2017 | 7 anos           | US$ 35.000  | –          |

*Recurso negado pelo Tribunal Arbitral do Esporte (CAS).
**Suspensão contestada e pausada para eventos da Real Associação Espanhola de Tênis, pendente de decisão do CAS, pelo elo Superior Tribunal de Justiça de Madri, na Espanha.

### Banimentos
| Nome                                | Função          | Idade | Data       | Multa       |
| ----------------------------------- | --------------- | ----- | ---------- | ----------- |
| Aymen Ikhlef                        | jogador         | 23    | 14/12/2020 | US$ 100.000 |
| Stanislav Poplavskyy                | jogador         | 29    | 04/12/2020 | US$ 10.000  |
| Aleksandrina Naydenova              | jogadora        | 28    | 20/11/2020 | US$ 150.000 |
| Karen Khachatryan                   | jogador         | 26    | 04/11/2020 | US$ 250.000 |
| Youssef Hossam                      | jogador         | 21    | 04/05/2020 | –           |
| João Olavo Soares de Souza (Feijão) | jogador         | 31    | 25/01/2020 | US$ 200.000 |
| Diego Matos                         | jogador         | 31    | 09/09/2019 | US$ 137.000 |
| Helen Ploskina                      | jogadora        | 22    | 28/05/2019 | US$ 20.000  |
| Mauricio Alvarez-Guzman*            | jogador         | 31    | 15/03/2019 | –           |
| Daniele Bracciali                   | jogador         | 40    | 21/11/2018 | US$ 250.000 |
| Gleb Alekseenko                     | jogador         | 35    | 15/10/2018 | US$ 250.000 |
| Vadim Alekseenko                    | jogador         | 35    | 15/10/2018 | US$ 250.000 |
| Apisit Promchai                     | juiz de cadeira | n/d   | 08/10/2018 | –           |
| Chitchai Srililai                   | juiz de cadeira | n/d   | 08/10/2018 | –           |
| Anucha Tongplew                     | juiz de cadeira | n/d   | 08/10/2018 | –           |
| Karim Hossam                        | jogador         | 24    | 03/07/2018 | US$ 15.000  |
| Dmytro Badanov                      | jogador         | 30    | 29/05/2018 | US$ 100.000 |
| Junn Mitsuhashi                     | jogador         | 27    | 16/05/2017 | US$ 50.000  |
| Konstantinos Mikos                  | jogador         | 25    | 04/05/2017 | –           |
| Alexandru-Daniel Carpen             | jogador         | 30    | 10/01/2017 | –           |
| Joshua Chetty                       | jogador         | 21    | 28/09/2016 | –           |
| Alexandros Jakupovic                | jogador         | 33    | 18/12/2015 | –           |
| Morgan Lamri                        | juiz de cadeira | 22    | 25/11/2014 | –           |
| Andrey Kumantsov                    | jogador         | 27    | 10/06/2014 | –           |
| Sergey Krotiouk                     | jogador         | 34    | 06/06/2013 | US$ 60.000  |
| Daniel Koellerer                    | jogador         | 27    | 31/05/2011 | US$ 100.000 |

*Recurso negado pelo Tribunal Arbitral do Esporte (CAS).